# Zibranivka, Sneatîn
Zibranivka (în ucraineană Зібранівка) este un sat în comuna Șevcenkove din raionul Sneatîn, regiunea Ivano-Frankivsk, Ucraina.

## Demografie
Componența lingvistică a localității Zibranivka
     Ucraineană (99,47%)
     Alte limbi (0,53%)
Conform recensământului din 2001, majoritatea populației localității Zibranivka era vorbitoare de ucraineană (99,47%), existând în minoritate și vorbitori de alte limbi.